# 茂县站
茂县站位于中华人民共和国四川省阿坝藏族羌族自治州茂县富顺镇，是川青铁路上的一座车站，2023年11月28日随川青铁路青镇段开通而投入使用，车站规模为2台5线。

## 车站结构
车站按3000平方米规模设计，最高聚集人数800人；车站附近桥隧众多，上下行依次为杨家坪隧道和茂县隧道；站房设计方面提取“碉楼”这一羌族独特的建筑元素，造型方正厚重、新颖独特，片石墙面与木质窗格相互搭配，充分体现了当地建筑特色。
车站周围设有成都房建公寓段茂县行车公寓。